# Jennifer Andersson
Jennifer Andersson, född i Förslöv, är en svensk tidigare porrskådespelare, aktiv 2000–2006. Hon har medverkat i många av Mike Becks filmer, bland annat Ridskolan och Farlig potens, samt i amerikanska filmer, bland annat Trick Baby